# Aliobrix
Aliobrix (ucraniano: Аліобрикс) fue una fortaleza romana, que estaba situada cerca del actual pueblo de Orlivka, en el raión de Reni de la óblast de Odesa, Ucrania.

## Historia
Aliobrix fue un puesto fronterizo del Imperio romano , en la orilla izquierda del Danubio, cuya finalidad era la protección de la calzada que llevaba a Tiras y otras ciudades de la región del mar Negro.
En la orilla derecha del Danubio, cubría el trayecto el Castrum Noviodunum, que fue también la base de la flota moésica del imperio romano (Classis Flavia Moesica). Parte de la flota se encontraba en Аliobrix.
El origen celta de los nombres Noviodun y Aliobrix se considera una manifestación de la presencia de las tribus celtas en el sureste de Europa.
Aliobrix y Noviodun formaban parte de las provincias de Mesia (Moesia Inferior) y Escitia Menor (Scythia Minor).
Noviodun pertenece actualmente a Isaccea (Rumania) y Aliobrix a Orlivka (Ucrania). El lugar en el que se encuentra se conoce como Кам'яній горі o Картальський камінь.
Se han realizado excavaciones en Aliobrix y en la Via Istrum, una calzada romana que pasaba cerca.

## Mapas

Аliobrix en el mapa de Escitia Menor
Aliobrix en el mapa de Dacia
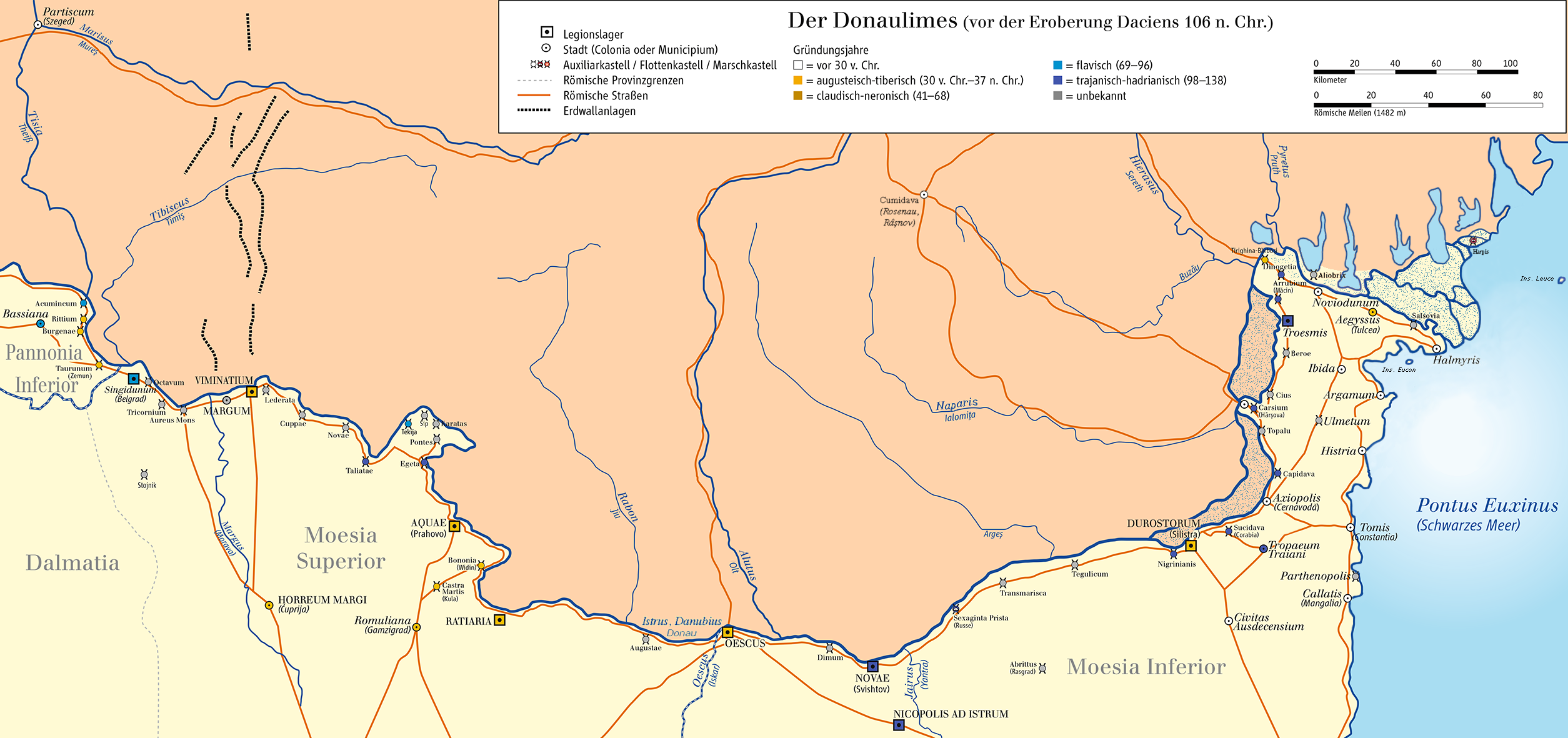
Aliobrix en el mapa del limes